# Eoscarta
Eoscarta är ett släkte av insekter. Eoscarta ingår i familjen spottstritar.

## Dottertaxa tillEoscarta, i alfabetisk ordning[1]
- Eoscarta apicata
- Eoscarta atricapilla
- Eoscarta aurora
- Eoscarta bicolor
- Eoscarta bicolora
- Eoscarta borealis
- Eoscarta borneensis
- Eoscarta colona
- Eoscarta deprivata
- Eoscarta eos
- Eoscarta ferruginea
- Eoscarta flavipes
- Eoscarta fusca
- Eoscarta fuscata
- Eoscarta illuminata
- Eoscarta impressa
- Eoscarta jugalis
- Eoscarta karnyi
- Eoscarta karschi
- Eoscarta kotoshonis
- Eoscarta limbipennis
- Eoscarta liternoides
- Eoscarta lombokensis
- Eoscarta lumuensis
- Eoscarta maculata
- Eoscarta marginiceps
- Eoscarta modiglianii
- Eoscarta monostigma
- Eoscarta monticola
- Eoscarta nigrifrons
- Eoscarta nilgiriensis
- Eoscarta nobilis
- Eoscarta perakana
- Eoscarta philippinica
- Eoscarta punctata
- Eoscarta pygmaea
- Eoscarta rana
- Eoscarta roseinervis
- Eoscarta rufa
- Eoscarta seimundi
- Eoscarta semicincta
- Eoscarta semirosea
- Eoscarta subdolens
- Eoscarta tonkinensis
- Eoscarta walkeri